# Straffteori

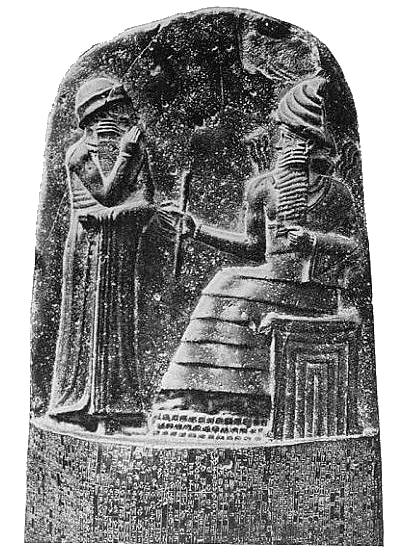
Hammurabis lag är en av de äldsta bevarade strafflagarna. Här är talionprincipen vägledande.

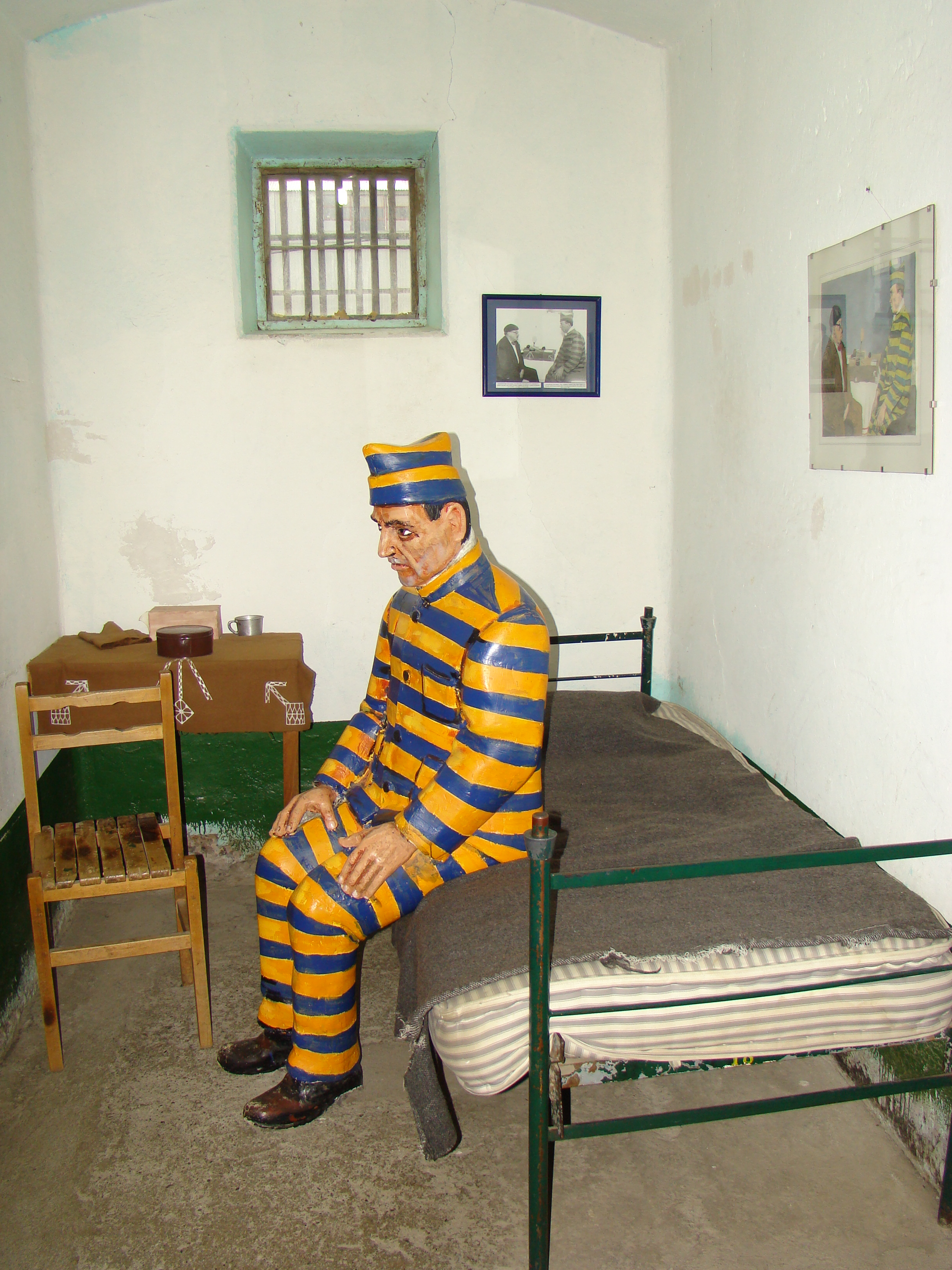
Fängelse är ett straff som kan anses omfatta både allmänprevention, individualprevention och inkapacitering.

Straffteori är inom juridiken den straffrättsliga läran om straffens syften och verkan. En traditionell uppdelning av olika straffteorier är i relativa och absoluta straffteorier. De absoluta straffteorierna kännetecknas av att straffet ses som ett uttryck för ett etiskt krav, rättvisa. Samt att straffet inte motiveras med något sekundärt syfte, som till exempel att förebygga brott. De relativa straffteorierna kännetecknas av att straffet ska tjäna till att förebygga brott, minska brottsligheten eller uppnå andra goda mål.
Man räknar normalt med sex huvudideologier som i olika mån motiverar användandet av straff som påföljd för brott. Dessa indelas i:
- allmänprevention
- individualprevention
- inkapacitering
- proportionalitetsprincipen
- vedergällningsteori och
- hämnd

## Allmänprevention
Det straffrättsliga systemet bygger i viss mån på allmänprevention, det vill säga tanken att rättssystemet och straff i sig leder till lägre brottslighet, genom avskräckning (se klassiska straffrättsskolan och Nyklassiska straffrättsskolan). Påföljdernas svårhet kan dock i större eller mindre utsträckning bygga på dess tänkta allmänpreventiva effekt. Straffens preventiva effekt varierar dock med en rad andra faktorer.[källa behövs] Allmänprevention är en relativ straffteori.
En modernare variant av allmänprevention är moralbildningsteorierna. Dessa teorier understryker straffets normskapande effekt snarare än avskräckningseffekten. Man menar att det inte är rädslan för upptäckt som gör att någon avstår från att begå ett brott, på grund av att risken att upptäckas är mycket låg. Det är istället medborgarnas upplevelse av plikt att rätta sig efter lagarna som gör att de följer lagarna. Det vill säga, lagar och straff leder till att nya normer om hur man bör och inte bör bete sig internaliseras hos individerna. Därför kan kriminaliseringen även sägas ha en moralbildande effekt, vilket medför att många människor avhåller sig från brott oberoende av straffskräck.

## Individualprevention
Individualprevention innebär i viss mån ett antagande om samma avskräckande effekt men på individuell nivå. Individualprevention syftar till att lära en enskild brottsling att inte begå ytterligare brott genom bestraffning efter att ett brott har begåtts. Det kan dock även omfatta åtgärder som syftar till att rehabilitera en viss brottsling, så kallade behandlingsteorier. Individualprevention är en relativ straffteori.

## Inkapacitetsteorin
Inkapaciteringsteorin bygger på antagandet att en inlåst brottsling inte kan begå ytterligare brott, i vart fall inte utom murarna för där brottslingen är fängslad. Teorin - som i stor omfattning ligger till grund för påföljdssystemen i många amerikanska delstater - leder ofta i praktiken till en stor andel mycket långa fängelsestraff. Inkapacitering kan även berättiga straff som dödsstraff och stympning. Inkapacitetsteorin är en relativ straffteori.

## Proportionalitetsteorin
Proportionalitet (eller "just desserts") ligger, med vissa undantag, till grund för det svenska påföljdssystemet. Målet är att påföljden ska vara proportionerlig både i förhållande till brottet i sig och till andra brott av andra svårhetsgrader. 
Teorin ger, åtminstone sett utifrån den senare av de två aspekterna, inte i sig svar på hur svåra påföljder som är proportionella i ett visst givet fall. Men i kombination med den humanitetsprincip som präglar de flesta moderna påföljdssystem borde det vara rimligt att straffen sätts så lågt som möjligt med hänsyn taget till allmänpreventionen. Tanken är att straffen sätts på den lägsta möjliga nivå där de fortfarande avskräcker icke-kriminella från att begå dem. Det finns ingen stat i världen som idag använder sig av human proportionalitet.

### Humanitet
Enligt humanitära teorier bör straffen inte vara för hårda med hänsyn till brottslingen. I många stater - liksom i internationella konventioner - är till exempel tortyr, kroppsstraff och dödsstraff förbjudet.

## Vedergällning
Ett exempel på absoluta straffteorier är olika slag av vedergällningsteorier. Vedergällningsteori kommer till uttryck redan i Gamla Testamentets ”öga för öga, tand för tand”. Tanken är att brottslingen har påtagit sig en skuld som han ska sona för genom att tillfogas något ont som kan motsvara det han själv tillfogat sitt offer.
Den tyske filosofen Immanuel Kant menade att straffet är en nödvändig rättsföljd av det begångna brottet, en vedergällning. Straffet fungerar hos Kant inte som ett medel för ett gott syfte, som förespråkare av preventionsteorin anser. Istället handlar straffen endast om rättvisa.

## Likabehandling
Likabehandling betonas vid sidan av humanitets- och proportionalitetsprinciperna vid regleringen av påföljder. Man kan sammanfatta principen om likabehandling som att ”lika fall skall behandlas lika”.
Några centrala begrepp i straffteori är:
- Skall straff användas?
- Vem skall straffas?
- På vilken grund skall straff ske?
- Hur skall straff ske?
- Hur hårt skall ett straff vara?